# Diaethria marginata
Diaethria marginata är en fjärilsart som beskrevs av Apolinar 1928. Diaethria marginata ingår i släktet Diaethria och familjen praktfjärilar. Inga underarter finns listade i Catalogue of Life.